# Marxa de Resistència La Mola-Santa Perpetua
La Marxa de Resistència La Mola-Santa Perpetua, també anomenada La Mola-Santa, és una camianda de resistència no competitiva organitzada pel Centre Excursionista de Santa Perpètua (CESP) amb la col·lboració del Club Excursionista Independent de Catalunya, que forma part del Circuit Català de Caminades de Resistència (CCCR) de la Federació d'Entitats Excursionistes de Catalunya (FFEC).
“La Mola-Santa” és una marxa o caminada de mitjà recorregut, que començà a organitzar-se el 2014, i que transcorre per una part del Parc Natural de Sant Llorenç del Munt i l'Obac, i la Mola, i passa pels termes municipals de Caldes de Montbui, Sentmenat i Santa Perpètua de Mogoda.
Des de l'any 2022 es realitza una doble opció de la caminada: un recorregut llarg de prop de 50 quilòmetres que comença al Coll d'Estenalles, per a les persones més agosarades (puntuable al CCCR22), i un recorregut curt de prop de 36 quilòmetres, que comença a l'ermita de la Mare de Déu de les Arenes, per a les persones que es s'inicien en la resistència. El recorregut principal, la marxa llarga, amb un desnivell positiu de 1.180 metres i un desnivell negatiu de 1.964, en total un desnivell acumulat de gairebé 3.150 metres, transcorre per llocs tan emblemàtics com són el Monestir de Sant Llorenç del Munt, el Pic del Vent -tots dos cims del repte de “100 cims” de la FEEC-, i ermites que varen servir de resguard durant les guerres dels Carlins, com la de Sant Jaume de Vallverd.